# Studebaker Dictator
La Dictator è un'autovettura costruita dalla Studebaker dal 1927 al 1937. Fu assemblata nello stabilimento di South Bend, nell'Indiana. Il 1928 fu il primo anno intero di produzione della Dictator.

## Il contesto
A metà degli anni venti la Studebaker iniziò a rinominare i propri modelli. La vettura conosciuta come Studebaker Standard Six diventò “Dictator” (“dittatore”) durante il 1927; internamente all'azienda i modelli erano chiamati “modello GE”. Il nome fu scelto perché doveva comunicare il messaggio che i modelli Studebaker "dictated the standard" (cioè “stabilivano il punto di riferimento”) per le altre automobili costruite che sarebbero seguite.
La Dictator era la vettura con il prezzo più basso della gamma offerta dalla Studebaker, seguita dalla Commander e dalla President. Nel 1929 la Studebaker iniziò a montare sulla Dictator un motore a 8 cilindri. La Dictator era disponibile in un'ampia gamma di carrozzerie.
Alla fine del 1935 la Studebaker sospese la produzione della Commander, vendendo nel 1936 solo la Dictator e la President.

## Conseguenze del nome “Dictator”

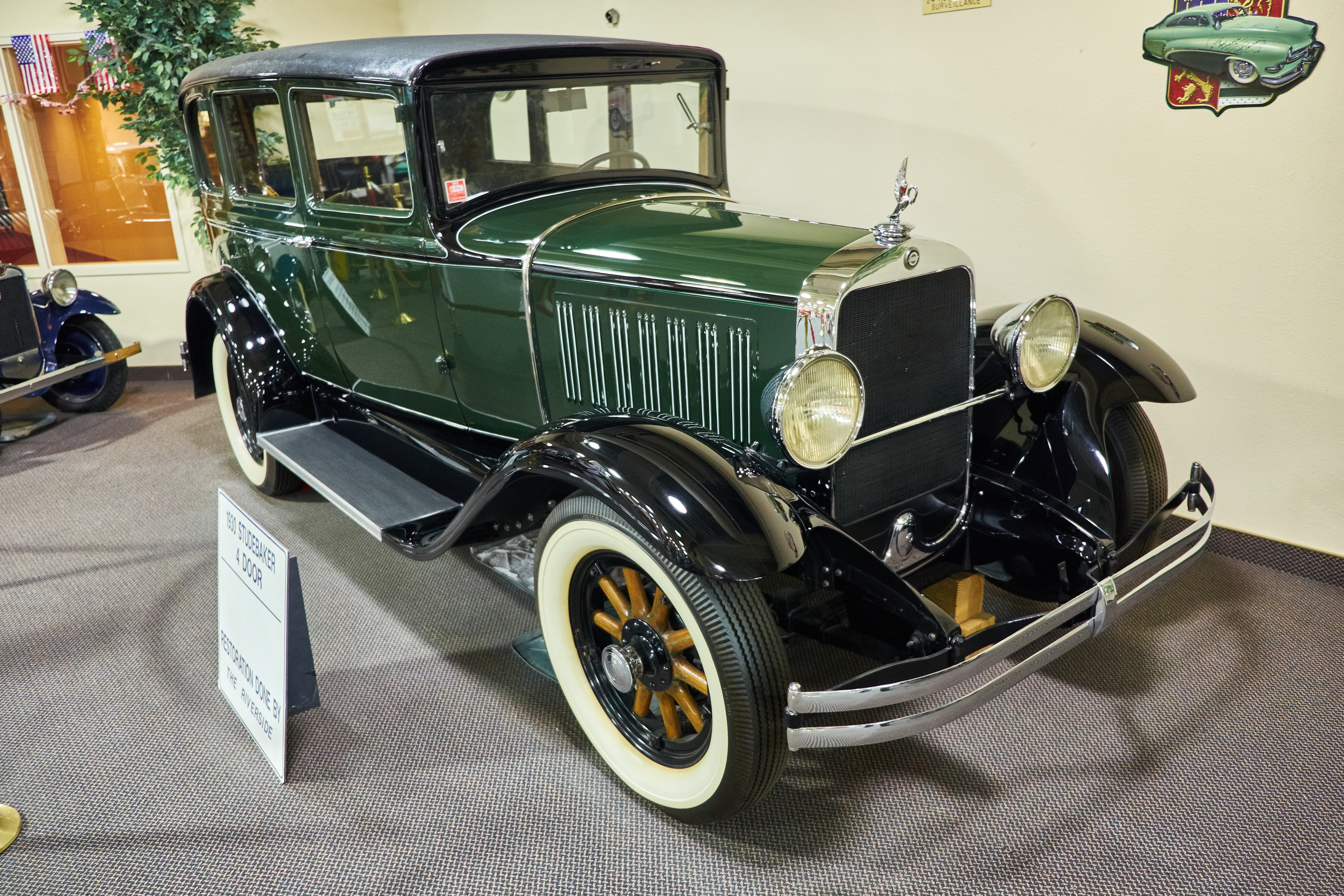
Una Studebaker Director

La scelta del nome “dictator” (“dittatore”) si rivelò però in parte sfortunata. Ci furono infatti dei problemi politici connessi al nome “Dictator”. Alcune monarchie europee dei paesi dove la Studebaker esportava la vettura, erano sospettose nei confronti del nome. La Studebaker in questi paesi nominò quindi la sua Standard Six come “Director” (“Direttore”). Negli Stati Uniti, apparentemente, non ci furono problemi.
La Studebaker scelse il nome Dictator nel momento in cui l'unico dittatore che poteva venire alla mente degli statunitensi era Benito Mussolini, che all'epoca era ammirato per l'audacia e la forza, malgrado le violenze del regime da lui guidato. Ma con l'ascesa di Adolf Hitler in Germania, l'opinione pubblica negli Stati Uniti cambiò la percezione del termine “Dittatore” e la Studebaker nel 1937 terminò bruscamente la produzione della Dictator, rimpiazzandola con la Studebaker Commander.

## La Dictator nei media
- In ambito videoludico, la Dictator compare nel videogioco Mafia: The City of Lost Heaven (dove viene denominata Falconer)[1].